# 사르코신
사르코신(Sarcosine) 또는 N-메틸글라이신(N-methylglycine)은 글라이신의 쯔비터 이온의 질소에 결합한 수소 1개가 메틸기 1개로 치환된 이차 아미노산이다. 글라이신 대사 과정에 등장한다.

## 같이 보기
- 글라이신